# Ivan Bek
Ivan "Ivica" Bek of Yvan Beck (29 oktober 1909 - 2 juni 1963) was een Frans-Joegoslavische voetballer.

## Club carrière
Bek werd geboren uit een Duitse vader en een Tsjechische moeder in Čubura, de Servische hoofdstad Belgrado. Op 16-jarige leeftijd begon hij te spelen voor BSK Belgrado waarvoor hij 51 doelpunten scoorde in 50 wedstrijden. In 1928 verhuisde Bek naar Mačva en ging al snel over naar het Franse FC Sète. In zijn eerste seizoen bereikte hij de bekerfinale, maar verloor met 2-0 van Montpellier. Het jaar daarop stond hij met zijn club weer in de bekerfinale. Nu tegen RC France. Sète won met 3-1 met Bek die twee beslissende doelpunten maakte in extra tijd. Vier jaar later maakte Bek bij dezelfde club deel uit van het eerste team dat de Double in Frankrijk won. Bek hielp Joegoslavië aan de vierde plaats in de eerste FIFA-wereldbeker in Uruguay. Bek en zijn team gingen met de trein van Belgrado naar Marseille. Toen ze in Marseille kwamen, gingen ze op een bemanningsschip naar Uruguay in de tweede klasse.

## Internationale carrière
Internationaal vertegenwoordigde Bek het Koninkrijk Joegoslavië (zeven caps, vier goals) en Frankrijk (vijf caps). Voor Joegoslavië debuteerde hij in 1927 tegen Bulgarije (2-0), nam hij deel aan het Olympisch toernooi in 1928 in Amsterdam en speelde hij in de 1930 FIFA-wereldbeker voor Joegoslavië met drie doelpunten. In 1933 nam Bek het Franse staatsburgerschap aan en noemde zichzelf Yvan Beck en in februari 1935 werd hij voor het eerst gekozen voor de Equipe Tricolore.

### Interland doelpunten
Scores en resultatenlijst Joegoslaviërs doelpuntentotaal eerst, de scorekolom geeft de score aan na elk Bek-doel.
| # | Datum        | Stadion                                          | Tegenstander | Scoren | Resultaat | Wedstrijd             |
| - | ------------ | ------------------------------------------------ | ------------ | ------ | --------- | --------------------- |
| 1 | 14 juli 1930 | Estadio Gran Parque Central, Montevideo, Uruguay | Brazilië     | 2-0    | 2-1       | FIFA Wereldbeker 1930 |
| 2 | 17 juli 1930 | Estadio Gran Parque Central, Montevideo, Uruguay | Bolivia      | 1-0    | 4-0       | FIFA Wereldbeker 1930 |
| 3 | 17 juli 1930 | Estadio Gran Parque Central, Montevideo, Uruguay | Bolivia      | 3-0    | 4-0       | FIFA Wereldbeker 1930 |

## Carrière na het spelen
Tijdens de Tweede Wereldoorlog was Bek lid van het Franse verzet. Na de oorlog werkte hij als havenarbeider in Sète, waar hij stierf aan een hartaanval.

## Erelijst
FC Sète
- Kampioen van Frankrijk: 1934
- Franse beker: 1930, 1934